# Costică Bulai
Costică Bulai (n. 23 octombrie 1926, Liești, România – d. 30 aprilie 2014) a fost un jurist român, care a deținut funcția de judecător la Curtea Constituțională a României (1995-2004).

## Biografie
Costică Bulai s-a născut la data de 26 octombrie 1926 în comuna Liești (județul Galați). A absolvit Facultatea de Drept a Universității din București. 
Costică Bulai a fost profesor de drept penal la Facultatea de Drept a Universitatea din București. El a publicat în calitate de autor numeroase cursuri și studii în domeniul dreptului penal.
În anul 1995, prof. dr. Costică Bulai a fost numit, de către Senatul României, în funcția de judecător la Curtea Constituțională a României, pentru un mandat de 9 ani. Mandatul său i-a expirat în anul 2004.
În anul 2000, a fost decorat de către președintele României, Emil Constantinescu, cu Ordinul Național „Pentru Merit” în grad de Mare Cruce.

## Lucrări publicate
Costică Bulai a publicat mai multe lucrări de drept penal dintre care următoarele:
- Violul, în V. Dongoroz ș.a - “Explicații teoretice ale Codului penal român. Partea specială (vol 3, Editura Academiei, București, 1971);
- Curs de drept penal – partea specială (vol. I, București, 1975) - în colaborare cu Constantin Mitrache;
- "Manual de drept penal. Partea generală" (Ed. All, București, 1997);
- Instituții de Drept Penal (Ed. Trei, București, 2001) - în colaborare cu Avram Filipaș și Constantin Mitrache;
- Instituții de drept penal. Curs selectiv pentru licență (Ed. Edit Press Mihaela SRL,  București, 2002) - în colaborare cu Avram Filipaș și Constantin Mitrache;
- Excepții de neconstituționalitate admise de Curtea Constituțională în materie penală (Ed. Trei, București, 2002);
- Instituții de drept penal - curs selectiv pentru examenul de licență 2006 - 2007 cu ultimele modificări ale Codului Penal (Ed. Trei, București, 2006) - în colaborare cu Avram Filipaș și Constantin Mitrache;
- Manual de drept penal (Ed. Universul Juridic, București, 2006) - în colaborare cu Bogdan Bulai.